# Fausto Montero
Fausto Emanuel Montero (Paraná, Provincia de Entre Ríos, Argentina; 22 de octubre de 1988) es un futbolista argentino. Juega como mediocampista central, aunque también puede desempeñarse como mediocampista por derecha, y su primer equipo fue Unión de Santa Fe. Actualmente milita en Atlanta de la Primera Nacional.

## Trayectoria
Nacido en Paraná, Fausto Montero se trasladó a los 16 años a la ciudad de Santa Fe para sumarse a las inferiores de Unión. En 2009 fue promovido al plantel profesional por el técnico Ariel Catinot y tuvo su debut con la camiseta tatengue el 20 de junio de ese mismo año en la victoria 3 a 0 de Unión sobre Aldosivi. En dicho encuentro, ingresó a los 29 minutos del ST en reemplazo de Jorge Torres.
Si bien originalmente su posición era la de mediocampista central, fue Frank Darío Kudelka quien lo reconvirtió en volante por derecha, puesto en el que se fue afianzando y donde se convirtió en una pieza clave del equipo que logró el ascenso en el año 2011. Ya en Primera División, tuvo su tarde de gloria el 28 de agosto de ese año, cuando por la 4.ª fecha del Torneo Apertura, Unión salió victorioso del clásico santafesino al ganarle 2 a 0 a Colón de visitante, siendo Montero el autor del segundo gol.
Luego del descenso de 2013, el Memo fue cedido a préstamo por un año a Arsenal de Sarandí, donde no logró afianzarse aunque tuvo la chance de ser titular en la final de la Copa Argentina que ganó el equipo del Viaducto y alcanzó a jugar algunos partidos de Copa Libertadores. Una vez finalizado el préstamo, el conjunto de Sarandí decidió no hacer uso de la opción de compra y el volante entrerriano retornó a Unión, donde consiguió su segundo ascenso a Primera División.
Permaneció en el plantel tatengue para disputar el campeonato 2015 de Primera División, donde no tuvo demasiada continuidad. Esto hizo que a principios de 2016, el técnico Leonardo Madelón le comunicara que no iba a ser tenido en cuenta para el primer equipo, pero al no conseguir club, permaneció todo el semestre entrenando con el plantel de Reserva. A mitad de año, acordó la rescisión de su contrato y quedó con el pase en su poder, para luego incorporarse a Independiente Rivadavia. Allí fue una pieza clave en la gran campaña que le permitió a la Lepra salvarse del descenso y permanecer en la Primera B Nacional.
En agosto de 2017 se transforma en refuerzo de Argentinos Juniors por expreso pedido de Alfredo Berti, nuevo técnico del Bicho y que venía de dirigirlo en el equipo mendocino.

## Clubes
- Actualizado al 5 de agosto de 2025

| Club                         | Div.                | Temporada           | Liga | Liga | Copa Nacional | Copa Nacional | Copa Internacional | Copa Internacional | Total | Total |
| Club                         | Div.                | Temporada           | PJ   | G    | PJ            | G             | PJ                 | G                  | PJ    | G     |
| ---------------------------- | ------------------- | ------------------- | ---- | ---- | ------------- | ------------- | ------------------ | ------------------ | ----- | ----- |
| Unión Argentina              | 2.ª                 | 2008/09             | 1    | 0    | -             | -             | -                  | -                  | 1     | 0     |
| Unión Argentina              | 2.ª                 | 2009/10             | 9    | 1    | -             | -             | -                  | -                  | 9     | 1     |
| Unión Argentina              | 2.ª                 | 2010/11             | 35   | 5    | -             | -             | -                  | -                  | 35    | 5     |
| Unión Argentina              | 1.ª                 | 2011/12             | 28   | 2    | 1             | 0             | -                  | -                  | 29    | 2     |
| Unión Argentina              | 1.ª                 | 2012/13             | 25   | 0    | 0             | 0             | -                  | -                  | 25    | 0     |
| Unión Argentina              | 2.ª                 | 2014                | 16   | 0    | -             | -             | -                  | -                  | 16    | 0     |
| Unión Argentina              | 1.ª                 | 2015                | 15   | 1    | 1             | 0             | -                  | -                  | 16    | 1     |
| Unión Argentina              | 1.ª                 | 2016                | 0    | 0    | 0             | 0             | -                  | -                  | 0     | 0     |
| Unión Argentina              | Total               | Total               | 129  | 9    | 2             | 0             | -                  | -                  | 131   | 9     |
| Arsenal Argentina            | 1.ª                 | 2013/14             | 9    | 0    | 1             | 0             | 2                  | 0                  | 12    | 0     |
| Arsenal Argentina            | Total               | Total               | 9    | 0    | 1             | 0             | 2                  | 0                  | 12    | 0     |
| Independiente (M) Argentina  | 2.ª                 | 2016/17             | 34   | 0    | 1             | 0             | -                  | -                  | 35    | 0     |
| Independiente (M) Argentina  | Total               | Total               | 34   | 0    | 1             | 0             | -                  | -                  | 35    | 0     |
| Argentinos Juniors Argentina | 1.ª                 | 2017/18             | 21   | 0    | 1             | 0             | -                  | -                  | 22    | 0     |
| Argentinos Juniors Argentina | 1.ª                 | 2018/19             | 14   | 0    | 4             | 0             | 3                  | 0                  | 21    | 0     |
| Argentinos Juniors Argentina | 1.ª                 | 2019/20             | 7    | 0    | 0             | 0             | 3                  | 0                  | 10    | 0     |
| Argentinos Juniors Argentina | 1.ª                 | 2020                | -    | -    | 3             | 0             | -                  | -                  | 3     | 0     |
| Argentinos Juniors Argentina | Total               | Total               | 42   | 0    | 8             | 0             | 6                  | 0                  | 56    | 0     |
| Sarmiento (J) Argentina      | 1.ª                 | 2021                | 0    | 0    | 8             | 0             | -                  | -                  | 8     | 0     |
| Sarmiento (J) Argentina      | Total               | Total               | 0    | 0    | 8             | 0             | -                  | -                  | 8     | 0     |
| Deportivo Maipú Argentina    | 2.ª                 | 2022                | 34   | 6    | -             | -             | -                  | -                  | 34    | 6     |
| Deportivo Maipú Argentina    | 2.ª                 | 2023                | 37   | 4    | -             | -             | -                  | -                  | 37    | 4     |
| Deportivo Maipú Argentina    | 2.ª                 | 2024                | 36   | 0    | 1             | 0             | -                  | -                  | 37    | 0     |
| Deportivo Maipú Argentina    | Total               | Total               | 107  | 10   | 1             | 0             | -                  | -                  | 108   | 10    |
| Atlanta Argentina            | 2.ª                 | 2025                | 18   | 0    | -             | -             | -                  | -                  | 18    | 0     |
| Atlanta Argentina            | Total               | Total               | 18   | 0    | -             | -             | -                  | -                  | 18    | 0     |
| Total en su carrera          | Total en su carrera | Total en su carrera | 339  | 19   | 21            | 0             | 8                  | 0                  | 368   | 19    |

## Palmarés

### Campeonatos nacionales
| Título         | Club               | País      | Año  |
| -------------- | ------------------ | --------- | ---- |
| Copa Argentina | Arsenal de Sarandí | Argentina | 2013 |

### Otros logros
| Título                     | Club              | País      | Año  |
| -------------------------- | ----------------- | --------- | ---- |
| Ascenso a Primera División | Unión de Santa Fe | Argentina | 2011 |
| Ascenso a Primera División | Unión de Santa Fe | Argentina | 2014 |